# Catocala connubialis
Catocala connubialis là một loài bướm đêm thuộc họ Erebidae. Loài này có ở Ontario tới đảo Prince Edward (bao gồm Quebec, New Brunswick và Nova Scotia), phía nam đến Florida và phía tây đến Texas, Oklahoma và Missouri.

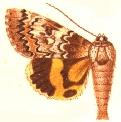
Minh hoạ

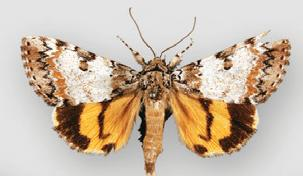
lectotype của Catocala cordelia, nay được xem là một đồng âm của Catocala connubialis

Sải cánh dài 37–47 mm. Con trưởng thành bay từ tháng 6 đến tháng 9 tùy theo địa điểm. Có thể có một lứa một năm.
Ấu trùng ăn Cephalanthus occidentalis, Melia azedarach và Quercus rubra.

## Hình ảnh

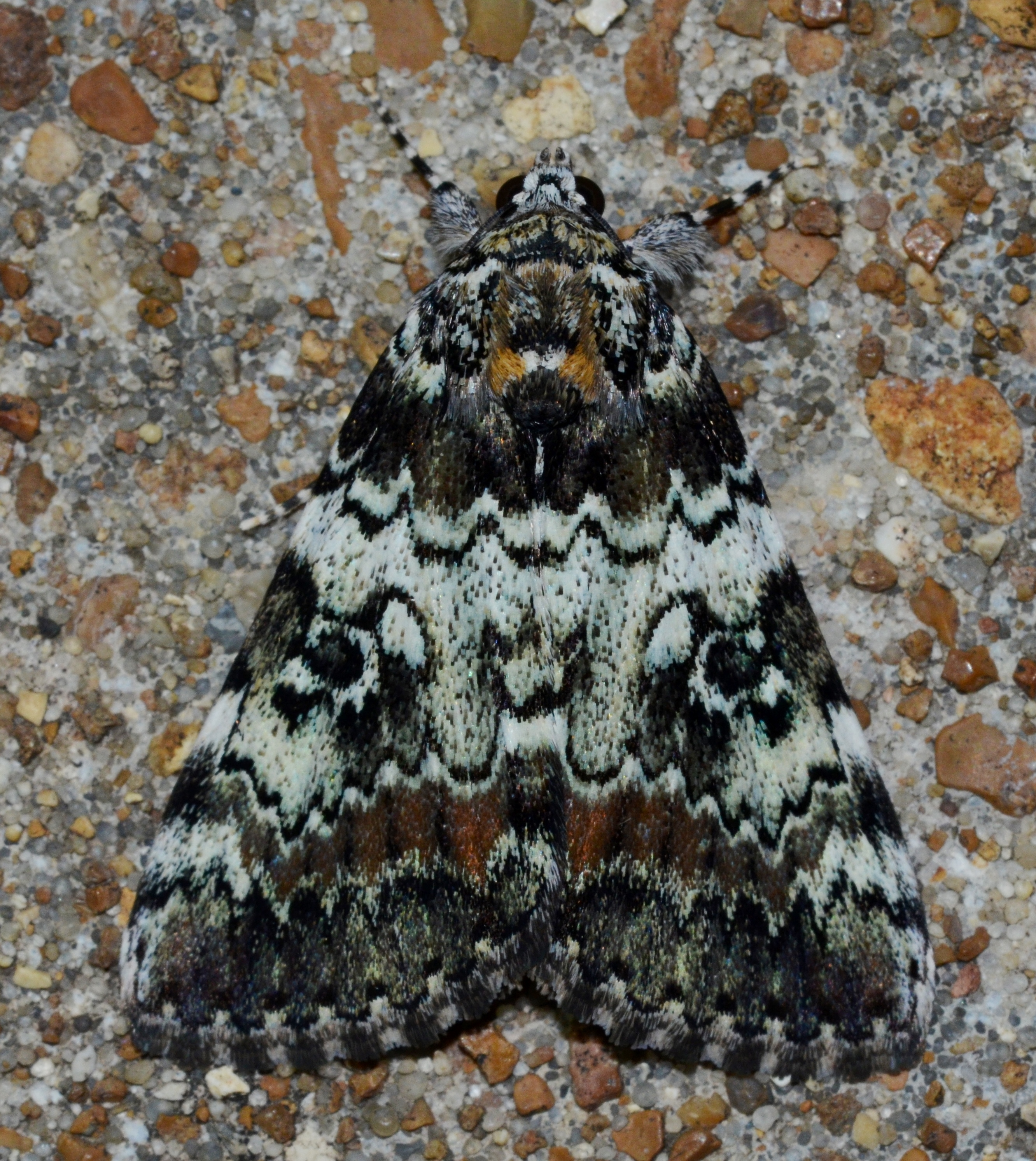
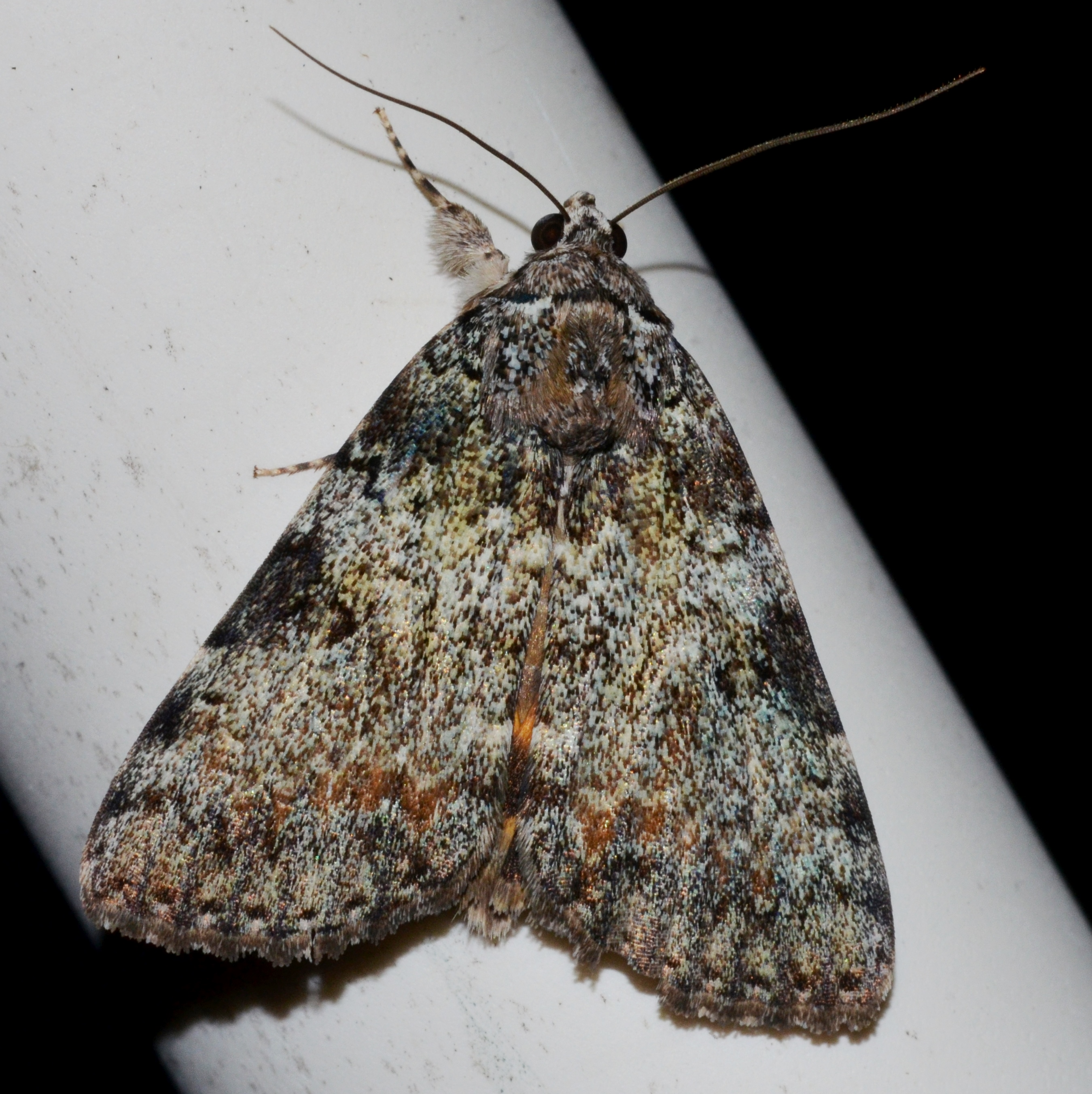